# Giuseppe Santoro
Giuseppe Santoro (Napoli, 9 novembre 1894 – 2 giugno 1975) è stato un generale e aviatore italiano, combattente della prima guerra mondiale, ricoprì l'incarico di sottocapo di Stato maggiore della Regia Aeronautica durante la seconda guerra mondiale. È autore de L'aeronautica italiana nella seconda guerra mondiale, storia in due volumi della partecipazione dell'aeronautica italiana al secondo conflitto mondiale.

## Biografia
Nacque nel quartiere San Ferdinando di Napoli il 9 novembre 1894, e dopo essersi arruolato nel Regio Esercito partecipò alla prima guerra mondiale (1915-1918) inizialmente assegnato con il grado di tenente al 12º Reggimento artiglieria da campagna e poi al Corpo Aeronautico Militare come osservatore. 
Il 25 agosto 1917 è nella 26ª Squadriglia, il 25 ottobre nella 32ª Squadriglia ed alla fine della guerra era in servizio nella 2ª Sezione SVA.
Decorato due volte di Medaglia d'argento al valor militare, e rimasto anche ferito durante una missione di volo, dopo la fine del conflitto transitò nella neocostituita Regia Aeronautica. Nel 1932 fu comandante del 20º Stormo. Teorico riconosciuto, svolse spesso incarichi come insegnante, fra cui, nel 1934-1936, quelli dell'impiego e della logistica aerea presso la Scuola di guerra aerea di Firenze. Con Gino D'Angelo fu direttore della rivista Le Vie dell'Aria.
Promosso al grado di generale di brigata aerea nel febbraio 1936, assunse in seguito l'incarico di comandante della 1ª Divisione Caccia Terrestre "Aquila". Lasciò il comando dell'unità il 6 luglio 1939, sostituito dal generale di divisione aerea Vincenzo Velardi.

### Sottocapo di Stato maggiore della Regia Aeronautica
Il 1 novembre dello stesso anno, poco dopo lo scoppio della seconda guerra mondiale, divenne sottocapo di Stato maggiore della Regia Aeronautica. Promosso generale di squadra aerea nel giugno 1940, poco prima dell'entrata in guerra dell'Italia, mantenne l'incarico di sottocapo di Stato maggiore fino all'armistizio dell'8 settembre 1943.
Il 1º marzo 1942 partecipò ad una riunione avvenuta presso lo Stato Maggiore della Regia Aeronautica, cui parteciparono anche il generale di divisione aerea Vincenzo Velardi, il generale di divisione aerea Umberto Cappa, il generale di brigata aerea Simon Pietro Mattei, e il colonnello Mario Porru-Locci. In tale riunione fu designato il comandante pilota del velivolo da trasporto Savoia-Marchetti SM.75RT che avrebbe dovuto volare dall'Italia al Giappone, ritornando successivamente in Patria, il tenente colonnello Amedeo Paradisi. Il 6 settembre 1943 fu informato dal Ministro dell'Aeronautica Renato Sandalli insieme al comandante della 3ª Squadra aerea (con Quartier generale a Roma) generale Eraldo Ilari, dell'avvenuta firma dell'armistizio, ricevendo le prime precise istruzioni su come comportarsi. 
Dopo la proclamazione dell'armistizio dell'8 settembre 1943, egli rimase fedele al legittimo governo Badoglio.
Raggiunto il limite d'età nel novembre 1949, alla stessa data venne richiamato in servizio e destinato quale rappresentante dell'Aeronautica Militare alla presidenza del Centro alti studî militari. Fu incaricato dal generale Mario Ajmone Cat di scrivere la storia della Regia Aeronautica durante la seconda guerra mondiale, e nel 1957 diede alle stampe i due volumi de L'aeronautica italiana nella seconda guerra mondiale, in cui denunciava le carenze e gli sbagli compiuti dai vertici militari e industriali negli anni precedenti lo scoppio della guerra. Morì il 2 giugno 1975.

## Pubblicazioni
- L'aeronautica italiana nella seconda guerra mondiale, 2 voll., Edizioni Esse, Roma,. 1957.[7]

### Annotazioni
1. ↑  Aveva la laurea in ingegneria.
2. ↑  Gli altri piloti presi in considerazione furono i tenenti colonnelli Antonio Moscatelli, Giorgio Rossi, Enrico Cigerza.

### Fonti
1. 1 2  Ufficio Storico dell'Aeronautica Militare 1969, p. 175.
2. 1 2 3 4 5 6  Mancini 1936, p. 540.
3. ↑  Ferrari 2005, p. 78.
4. ↑  Patricelli 2009, p. 115.
5. ↑  Baroni 2005, p. 76.
6. ↑  Bollettino Ufficiale 1942, disp.36, pag.1851.
7. ↑  Ferrari, Rochat 2004, p. 434.

### Pubblicazioni
- Giuliano Colliva, Ritratto segreto dell'aeronautica italiana nella seconda guerra mondiale, in Storia Militare, n. 63, Parma, Ermanno Albertelli Editore, dicembre 1998,  pp. 4-17.